# قوند
قوند وارداپت (ارمنی: Ղեւոնդ؛ انگلیسی: Łewond؛ زادهٔ ۷۵۰ - نامعلوم ) کشیش و تاریخ‌نگار اهل ارمنستان بود که در اواخر سده ۸ (میلادی) می‌زیست. وی شاهد رویدادهایی بوده‌است که آنها را پس از ۷۷۴ میلادی توصیف نموده‌است.

## زندگی‌نامه
وی در ۷۵۰ میلادی به دنیا آمد. 